# Кутняхова-Семенюк Тетяна Олександрівна
Тетя́на Олексáндрівна Кутняхóва-Семеню́к (нар. 14 лютого 1954, Київ, УРСР, СРСР) — українська художниця, майстриня живопису й графіки, членкиня Національної спілки художників України. Кутняхова-Семенюк творить у галузях сакрального і декоративно-ужиткового мистецтва, станкової графіки, станкового живопису та стінопису. Деякі роботи художниці зберігаються в Національному музеї літератури України. 1980 року закінчила Київський художній інститут (нині — Національна академія образотворчого мистецтва і архітектури). Є учасницею міжнародних та всеукраїнських виставок з 1980 року, персональних — з 1986. Викладає у Дитячій школі мистецтв № 6 ім. Г. Л. Жуковського з 1984 року. Дружина художника Миколи Кутняхова, мати художника Дениса Кутняхова.

## Деякі роботи

### Кераміка
- Композиція «Сім'я» (1981).

### Плитки
- «Зосереджений птах» (1999);
- «Народження форми» (2005).

### Графіка
- «Легенда про Тіля Уленшпігеля» (серія, 1990);

### Офорти
- «Коло» (1990);
- «Квадрат» (1990);
- «Трикутник» (1990).

### Живопис
- «Вигнання з раю» (1993)
- «Ловець», «Серафими», «Літо» (1994)
- «Чаша» (1995);
- «Час жнив» (1995);
- «Волхви» (1996);
- «Жертвоприношення» (2000);
- «Зробіть собі ковчега із дерева гофер» (2000);
- «Дитинство» (2002)
- «Шум моря» (2004)
- «Аромат квітів» (серія, 2006),
- «Блукання» (2008);
- «Краєвиди України» (серія, 2010).